# Coursan
Coursan es una localidad  y comuna francesa, situada en el departamento del Aude en la región de Languedoc-Rosellón, en la riviera del río Aude.
A sus habitantes se les conoce por el gentilicio Coursanais.

## Demografía
| 3212 | 3366 | 3334 | 4021 | 5137 | 5241 |
| Para los censos de 1962 a 1999 la población legal corresponde a la población sin duplicidades (Fuente: INSEE [Consultar]) |      |      |      |      |      |

(Población sans doubles comptes según la metodología del INSEE).